# Whit Stillman

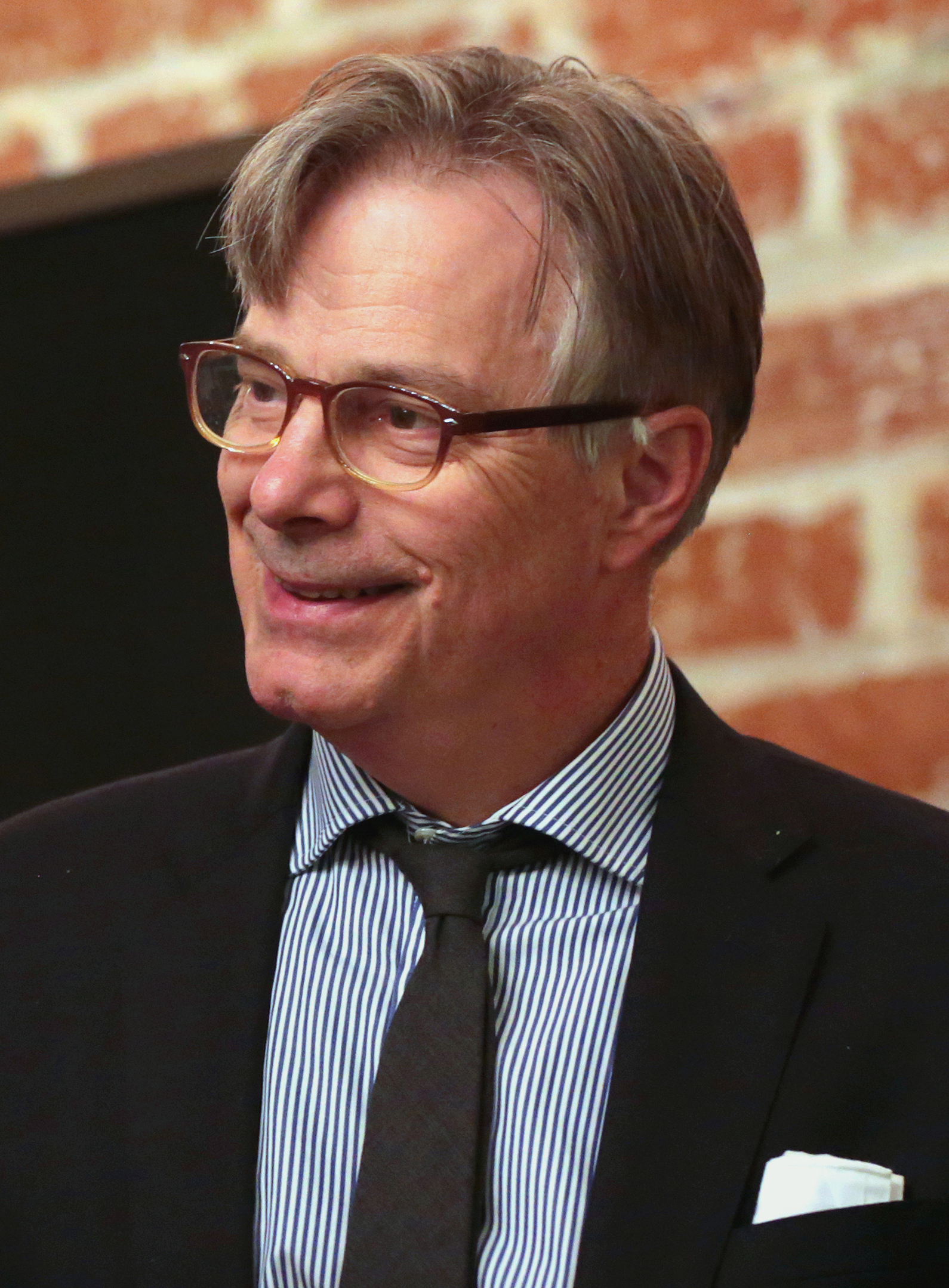
Whit Stillman (2017)

John Whitney „Whit“ Stillman (* 25. Januar 1952 in Washington, D.C.) ist ein US-amerikanischer Filmregisseur, Autor und Filmproduzent, der durch seinen Debütfilm Metropolitan – Verdammt, bourgeois, verliebt (1990) erstmals Bekanntheit erreichte.

## Biografie
Stillman stammt aus einer traditionsreichen und wohlhabenden Familie, sein Vater war hochrangiger Regierungsangestellter unter John F. Kennedy. In dieser Upper-Class-Gesellschaft spielen auch die meisten seiner Filme. Nach seinem Besuch der Collegiate School in New York studierte er an der Harvard University, schloss diese 1973 ab und war danach als Journalist in Manhattan, New York City, tätig. Während eines Aufenthalts in Barcelona lernte er seine spanische Frau kennen und heiratete diese kurz darauf. Dort lernte er auch eine Filmproduzenten aus Madrid kennen und überzeugte diese davon, deren Filme an spanischsprachige Fernsehsender in den USA zu verkaufen. In den folgenden fünf Jahren arbeitete er als Verkaufsagent in Barcelona und Madrid für die Regisseure Fernando Trueba und Fernando Colomo und spielte auch Rollen in deren Filmen, wie zum Beispiel einen komischen Amerikaner in Truebas Film Sal Gorda (1984) oder in Colomos La línea del cielo (1984).
Zwischen 1984 und 1988 arbeitete er an dem Drehbuch für Metropolitan, während er nebenbei eine Illustrationsagentur in New York City betrieb. 1990 verfilmte er Metropolitan und finanzierte den Film durch den Verkauf seines Appartements für 50.000 US-Dollar sowie durch finanzielle Beiträge von Freunden und Verwandten. Der Film wurde zu einem großen Erfolg und gewann den Kritikerpreis beim Festival des amerikanischen Films in Deauville 1990, den Independent Spirit Award für den besten Debütfilm 1990 und war dort auch für den Preis für den besten Film nominiert, den allerdings Grifters von Stephen Frears erhielt. Daneben erhielt der Film einen Silbernen Leoparden beim Internationalen Filmfestival von Locarno, wo er auch für einen Goldenen Leoparden nominiert war. Außerdem erhielt Stillman den New York Film Critics Circle Award als bester neuer Regisseur und war außerdem bei der Oscarverleihung 1991 für den Oscar in der Kategorie bestes Originaldrehbuch nominiert. Beim Sundance Film Festival war Metropolitan außerdem für den Preis als bestes Drama nominiert.
1994 drehte er den durch seinen eigenen Aufenthalt in Spanien inspirierten Film Barcelona, der gleichzeitig sein erster durch eine Produktionsfirma finanzierter Film war. Wie in Metropolitan dreht sich auch hier alles um einen Freundeskreis, in Barcelona sind es zwei amerikanische Cousins, deren Weltbild durch schöne Spanierinnen und antiamerikanische Einstellungen ins Wanken gerät. Sein dritter Film The Last Days of Disco (1998) basierte auf seinen Erlebnissen und Erfahrungen in verschiedenen Nachtclubs in Manhattan wie dem Studio 54. Diese drei ersten Spielfilme von Stillman werden oftmals als Trilogie gesehen. Belesene und artikulierte, aber dennoch sehr verwirrte junge Menschen suchen in allen drei Filmen nach einem roten Faden im Leben, verstecken ihre Gefühle aber oft hinter ihrer intellektuellen Fassade. Im Bereich des amerikanischen Independentfilms brachten diese drei Arbeiten Stillman große Anerkennung ein.
Nach 13 Jahren Pause kehrte Stillman im September 2011 mit dem Film Damsels in Distress mit Greta Gerwig, Adam Brody, Analeigh Tipton und Megalyn Echikunwoke in die Kinos zurück. In dieser Campus-Komödie versucht ein Kreis von vier Freundinnen, die die Suizidberatung der Universität leiten, mit abstrusen Methoden das Leben ihrer Mitstudenten verbessern. 2016 inszenierte Stillman die Jane-Austen-Verfilmung Love & Friendship, nachdem er bereits zuvor in seinen Filmen Anspielungen an Austens Werk untergebracht hatte. Es war der erste Film von Stillman, der ein Setting außerhalb des 20. Jahrhunderts sowie eine literarische Vorlage hatte, und spielte bei sehr guten Kritiken ein Vielfaches seines Budgets ein.

## Stil und Merkmale
Der Autorenfilmer Stillman schrieb bei seinen bisherigen Filmen als Regisseur auch zugleich das Drehbuch, er ist für längere Pausen zwischen seinen Produktionen bekannt. Einige Schauspieler wie Chris Eigeman, Carolyn Farina, Taylor Nichols, Chloë Sevigny und Kate Beckinsale standen im Laufe der Jahre mehrfach für Stillman vor der Kamera. Seine wenigen Filme haben eine treue Anhängerschaft an Kinogängern gewonnen und erhielten bisher fast immer positives Kritikerecho, wobei es gelegentlich Kritik daran gibt, dass Stillman sich vor allem auf das ihm bekannte Milieu der Reichen und Intellektuellen konzentriert. Die Figuren sind oft junge Exzentriker und Bildungsbürger mit Coming-of-Age-Problemen, die sich in der modernen Welt nicht zurechtfinden und oft für Vergangenes schwärmen. Von Kritikern wurde Stillman für seine Gesellschaftskomödien oft als „WASP-Woody Allen“ betitelt. Er selbst machte als größten filmischen Einfluss die klassischen Screwball-Komödien der 1930er-Jahre aus, aber auch mit Konversationsstücken oder Jane Austens Romanen wurde sein Werk bereits häufiger verglichen.

## Filmografie
- 1990: Metropolitan – Verdammt, bourgeois, verliebt (Metropolitan) – als Regisseur, Drehbuchautor und Produzent
- 1994: Barcelona – als Regisseur, Drehbuchautor und Produzent
- 1996: Homicide (Fernsehserie) – als Regisseur der Episode The Heart of a Saturday Night
- 1998: Last Days of Disco – Nachts wird Geschichte gemacht (The Last Days of Disco) – als Regisseur, Drehbuchautor und Produzent
- 2011: Algebra in Love (Damsels in Distress) – als Regisseur, Drehbuchautor und Produzent
- 2014: The Cosmopolitans (Kurzfilm) – als Regisseur, Drehbuchautor und Produzent
- 2016: Love & Friendship – als Regisseur, Drehbuchautor und Produzent